# Colletes reticulatus
Colletes reticulatus är en biart som först beskrevs av Cameron 1897.  Colletes reticulatus ingår i släktet sidenbin, och familjen korttungebin. Inga underarter finns listade i Catalogue of Life.